# Marcel Bejgu
Marcel Bejgu (n. 23 septembrie 1951, Bătrâni, Prahova) este un artist plastic contemporan din România. Este membru al Uniunii Artiștilor Plastici din România.

## Studii
Marcel Bejgu a studiat la Institutul Pedagogic de Arte Plastice din Iași și la Institutul de Arte Plastice „Nicolae Grigorescu” din București.
A debutat în 1974, de când expune la saloanele județene, interjudețene și la 30 de expoziții naționale. Este membru al Uniunii Artiștilor Plastici din România din 1979, în prezent fiind președintele filialei Ploiești a acestei Uniuni.

## Expoziții personale[6]
- Galeria de Artă Ploiești – 1975
- Galeria EFORIE – București – 1981
- Galeria de Artă Ploiești – 1981
- Stațiunea Eforie Nord – 1982
- Galeriile de Artă ale Municipiului București – 1987
- Galeria de Artă Ploiești – 1987
- Galeria de Artă SIMEZA – București – 1991
- Galeria de Artă Ploiești – 1991
- Galeria de Artă Ploiești – 1999
- Cazino Sinaia – 1999
- Galeria de Artă Ploiești – 2003
- Galeria de Artă"Silva" Bușteni - 2006
- Galeria de Artă Ploiești – 2007
- Galeria de Artă Ploiești – 2010[7]
- Galeria de Artă Ploiești – 2012[8][9]

## Expoziții de grup
- Căminul Artei – București – 1984
- Căminul Artei – București – 1986
- J.L. Calderon – București – 1996
- Bienala G. Petrașcu – Târgoviște – 1998
- Salonul Artiștilor Ploieșteni – Galeria APPOLLO – București – 2000
- Salonul Artelor – Brașov – 2003

## Expoziții internaționale
- „Florile în pictura românească” Viena – 1981
- „Filiala Ploiești” Magdenburg – Germania – 1984
- Torun – Polonia – 1984
- „Arta românească contemporană” – Stuttgart – 1986
- Escrennes – Franța – 1996

## Călătorii de studii și documentare
- Cehia, Slovacia, Ungaria, Polonia, Germania, Franța.

## Lucrări în colecții de stat și particulare[10]
- România, Italia, Austria, Grecia, Germania, S.U.A., Canada, Polonia, Israel, Japonia, Iugoslavia, Indonezia, Franța, Elveția, Australia, Danemarca.

Un fapt colegial rar întâlnit, referitor la viața și creația pictorului Marcel Bejgu, îl constituie minimonografia „Un maestru al peisajului – Marcel Bejgu”, datată ianuarie 2005, manuscris, în care profesorul de istorie Paul Nicolae Matei, coleg la Liceul de Artă Ploiești, prezintă anii de școală și de studenție, prodigioasa activitate de pictor și principalele referințe despre Marcel Bejgu ale unor critici de artă, ziariști și specialiști în domeniu, precum (în ordinea din monografie): Mihai Ispir, Virgil Mocanu, Corneliu Antim, Gheorghe Vida, Cornel Radu Constantinescu, Arthur Teodorescu, Camelia Radu, Serghie Bucur, Mariana Banu, Eugen Petri, Liviu Anghel, Valter Paraschivescu, Ovidiu Paștină.
Peisagist al anotimpurilor, cu predispoziții mai ales pentru toamnă, tablourile lui Marcel Bejgu au prilejuit judecăți critice pertinente ca acestea:
- „Nu-i în această atitudine contemplativă nicio tendință disimulatorie, cum s-ar părea la o privire mai superficială, cât manifestarea unei anumite pudori în emisia plastică. Privind pictura lui Marcel Bejgu, nu se poate să nu simți gustul nepervertit al pământului săvârșit în rod și al frumuseții fără fard pe care o naște lumina apusului printr-o rariște de pădure atinsă de bronzurile toamnei. O bonomie adâncă și etern plăcută simțurilor este această curgere a imaginilor și culorilor de sub pensula pictorului. Și, nu o dată, mi l-am închipuit pe artist rostindu-se în delicatele sale notații plastice cu etnosul cărărilor sadoveniene.” (Corneliu Antim)
- „Pictura lui Marcel Bejgu înregistreză natura sub unghiul strictei vizualiăți ca echivalent al adevărului ei. Refuzând orice speculație asupra relației om-natură, pictorul se menține cu o hotărâre, din care ne lasă să discernem mai mult candoarea vădită la asumarea fără rezerve a unei convingeri, în limitele firescului. Evident, el cultivă peisajul ca pe o specie tradițională, dar în același timp caută în el șansa de a întâlni, eliberat de prejudecăți și ticuri stilistice, eterna încântare a înconjurătorului. (Cornel Radu Constantinescu)
- „Cât privește culoarea, aceasta este când transparentă și diafană – ca în peisajele de iarnă, în flori și în câteva apusuri la maluri de ape – când densă și senzuală, precum în acele minunate „portrete” de arbori sau de pădure. Aici pictorul respiră în plină atmosferă și viziune andreesciană. Și, probabil că în aceste pânze, Bejgu își dă întreaga sa măsură, datele picturalității sale întrunind valori maxime.” (Corneliu Antim)
- „Expoziția lui Marcel Bejgu este deosebită, este o mare bucurie pentru mine, căci, fiind în anotimpul toamnei, lucrările expuse se bucură de romantismul acestui anotimp – sunt lucrări calde și pline de poezie.” (Ovidiu Paștină)
- „Marcel Bejgu se vădește a fi, neîndoios, o natură lirică, un artist fascinat de posibilitatea integrării noastre spirituale în natură. Dar, demn de remarcat, el nu flatează natura, înfrumusețând-o – dacă acest lucru ar fi cu putință, - inutil și artificial, după cum nu flatează nicipredispozițiile sentimentale ale omului în fața peisajului. Lirismul lui se plasează în orizontul obiectivei consemnări, de o manieră picturală însă, aptă să iradieze multiple sugestii, să capteze ecourile șoptite și tulburătoare ale lumii vii în care trăim.” (Cornel Radu Constantinescu)
- „Referindu-se la propria creație, Marcel Bejgu se consideră un pictor al luminii care exteriorizează sinceritatea sentimentelor trăite în fața naturii prin game de culori pastelate, armonii cromatice echilibrate, liniștitoare, odihnitoare, neviolente, delicate.” (Ion Dumitru)

S-a afirmat și în arta monumentală (începând din 1984) prin lucrări cu temă religioasă realizate în tehnica mozaicului ceramic colorat, expuse la bisericile „Sf. Pantelimon”, „Înălțarea Maicii Domnului”, „Sf. Antonie cel Mare” din Ploiești, „Doamna Oltea” și „Sf. Pantelimon” din București, și din comunele Gârbovi (județul Ialomița) și Măgurele (județul Prahova).